# Tunnel van Saint-Aignan
De tunnel van Saint-Aignan is een scheepvaarttunnel op het Canal des Ardennes in het Franse departement Ardennes in de regio Grand Est.
De scheepstunnel heeft een lengte van ongeveer 200 meter en bevindt zich tussen sluis 4 te Saint-Aignan en sluis 3 'Malmy' in de gemeente Chémery-Chéhéry.